# Młyn w Ożarowie (powiat wieluński)
Młyn w Ożarowie – młyn motorowy wybudowany ok. 1911 r. Znajduje się w Ożarowie, w powiecie wieluńskim, w województwie łódzkim.

## Historia miejsca
Młyny w Ożarowie istniały przynajmniej od XV w. Na przełomie XIX i XX w. istniał drewniany młyn wiatrowy, który spalił się w 1910 r. W tym samym roku wybudowano nowy młyn spalinowy: był to budynek drewniany, piętrowy, z dachem dwuspadowym krytym papą, poruszany silnikiem na koks gaz-ssany, 2 pary kamieni francuskich i żubrownik. Młyn pracował jedynie rok, a następnie został zniszczony przez pożar.

## Obecny młyn
Młyn został wybudowany ok. 1911 r. w miejscu po spalonym młynie. Był to budynek murowany, jednopiętrowy, z dachem dwuspadowym krytym papą. Był zasilany silnikiem na koks-gaz ssany i wyposażony w 2 pary walców, 2 pary kamieni francuskich oraz urządzenia czyszczące. W 1921 r. przeszedł modernizację, w wyniku której zainstalowano silnik na ropę oraz dodatkowe pary walców. W 1929 r. jego moc przemiałowa wynosiła ok. 1 tonę zboża na dobę. W okresie II wojny światowej był czynny i przeszedł na napęd elektryczny. W pierwszych latach po zakończeniu II wojny światowej stanowił własność prywatną. W 1951 r. został upaństwowiony. W latach 70. XX w. był czynny. Obecnie nieczynny w stanie ruiny.